# Strîiivka, Zbaraj
Strîiivka (în ucraineană Стриївка) este localitatea de reședință a comunei Strîiivka din raionul Zbaraj, regiunea Ternopil, Ucraina.

## Demografie
Componența lingvistică a localității Strîiivka
     Ucraineană (98,45%)
     Rusă (1,55%)
Conform recensământului din 2001, majoritatea populației localității Strîiivka era vorbitoare de ucraineană (98,45%), existând în minoritate și vorbitori de rusă (1,55%).